# ドラマ「家、ついて行ってイイですか?」
『ドラマ「家、ついて行ってイイですか?」』（ドラマ「いえ、ついていってイイですか?」）は、2021年8月14日から9月25日までテレビ東京の「サタドラ」枠で放送されたテレビドラマ。主演はテレビ東京系連続ドラマ初主演となる竜星涼。
テレビ東京の人気バラエティ番組『家、ついて行ってイイですか?』で実際に放送され話題を呼んだ回を、本家の制作スタッフの協力を得て、取材対象者がロケ取材を受けている様子を描くバラエティ部分と、その人生を振り返るドラマ部分が交錯しながら描かれる。

## キャスト

### 主要人物
玉岡直人（たまおか なおと）
演 - 竜星涼
『家、ついて行ってイイですか?』のディレクター。当初は過酷な番組ロケに疲弊し、辞表を出してNetflixやDiesney＋へ転職しようと考えていたが、自分の担当回が評価されるにつれ徐々に仕事にやり甲斐を感じるようになっていく。
柏崎瞳（かしわさき ひとみ）
演 - にしおかすみこ（第4話 - 第6話）
プロデューサー。
山中（やまなか）
演 - 曽田陵介
若手ディレクター。『家、ついて行ってイイですか?』のディレクターをすることが夢だった。

## ゲスト
太字は取材対象者

### 第1話
- 湊久美子〈28〉（同棲相手が1年前から記憶喪失の女性） -  志田未来
- 柴田佳則〈28〉（久美子と同棲する記憶喪失の男性） - 岡田龍太郎
- 下島（佳則の担当医） - 桜井聖
- 久美子の母 - 工藤時子（声の出演）

### 第2話
- 北野ゆりか（見た目が派手な甲府出身の女性） - 馬場ふみか
- 竜太（ゆりかと同郷の自殺してしまった彼氏・ゆりかの双子の兄） - 伊藤あさひ
- 香織（ゆりかの親友） - 芦原優愛
- 勝（香織の彼氏・竜太の友人） - 村越亮太
- ゆりかの義父（ゆりかの実母さちこの再婚相手） - 山王弥須彦
- 玉岡のロケに絡んでくる男性 - 岩永ひひお

### 第3話
- 村松きよ美〈71〉（銭湯の前でロケ交渉にOKしたノーメイクの女性） - 研ナオコ
- 村松勝彦（ロケの2ヶ月前に亡くなっていたきよ美の夫「かっちゃん」） - 菅原大吉
- 銭湯の男湯でロケ交渉を受けた男性 - 浜田道彦

### 第4話
- 中尾ちはる（生まれも育ちも浅草の江戸っ子奥さん） - 川島海荷
- 中尾和広（ちはるの夫） - 小野塚勇人
- ちはるの母 - ひがし由貴
- 鈴木義春（ちはるの母の再婚相手） - 山崎銀之丞

### 第5話
- 盛田あやの （1型糖尿病を発病しダンサーと結婚の夢を諦めた女性）- 剛力彩芽
- 中島良平（あやのの元カレ・東京で再会した青森第一高校の同級生・和菓子職人） - 堀井新太
- エミ（あやのの親友・大学ダンス部のチームメイト） - 小川未祐
- 良平の母（老舗和菓子店「なかじま堂」の女将） - 高谷智子
- 川べりで友達とサッカーをする少年 - 西牧大翔
- 世界大会に出場する立川駅前のストリートダンサー - 橘二葉
- ダンサーの手相を見せてもらう他局のテレビクルー - 長島慎治

### 第6話
- 荒木淳（釣具店勤務のテレ東をTBSと間違える酒好きの男性） - 坪倉由幸（我が家）
- 荒木真美（淳の妻・胃がん闘病中だった漫画家） - 野波麻帆
- 主治医（闘病中の温泉旅行を許可する真美の主治医） - 岩本淳

### 第7話
- 清野ともこ - 鈴木杏
- 谷田勝（ともこの元彼氏） - 尾上寛之
- ビビる大木（本人役）- ビビる大木

## スタッフ
- 脚本 - 政池洋佑、井上季子、高尾苑子
- 監督 - 二宮崇、吉村慶介、菊池俊次
- チーフプロデューサー - 稲田秀樹（テレビ東京）
- プロデューサー - 渋谷未来（The icon）、矢ノ口真実（The icon）
- 撮影協力 - 上野健、河野拓馬
- 音楽 - 鈴木ヤスヨシ
- 主題歌 - she9「トライミライ」[2]
- 制作協力 - The icon
- 製作著作 - テレビ東京

- 撮影 - 大石裕久
- VE - 中塚政明
- 照明 - 生嶋航
- 録音 - 井村優佑
- 撮影助手 - 北川叶未、生野美智信
- 照明助手 - 佐藤智宏、森谷真由美
- 録音助手 - 岸本晃里、小財茉莉

- 美術 - 西沢和幸
- 装飾 - 東野敦
- スタイリスト - 網野正和
- ヘアメイク - 七絵
- 装飾助手 - 佐藤彩也耶
- スタイリスト助手 - 池田衣織
- ヘアメイク助手 - 土屋橘子
- スチール - 松原直彦

- スケジュール - 田中章一
- 助監督 - 阿久井愛都
- 制作担当 - 安藤充
- 制作進行 - 額賀千聡
- プロデューサー補 - 加藤理恵（テレビ東京）、田谷幸子

## 放送日程
| 放送回 | 放送日  | 本放送 取材ディレクター | 脚本              | 監督     | 原作回                         |
| ------ | ------- | ----------------------- | ----------------- | -------- | ------------------------------ |
| 第1話  | 8月14日 | 藤野智光                | 政池洋佑          | 二宮崇   | 2015年10月31日（#16）・新宿    |
| 第2話  | 8月21日 | 有馬基揮                | 政池洋佑          | 吉村慶介 | 2019年7月3日（#160）・新宿駅   |
| 第3話  | 8月28日 | 伊藤馨志朗              | 政池洋佑          | 吉村慶介 | 2020年8月12日（#205）・北千住  |
| 第4話  | 9月04日 | 深澤直人                | 井上季子          | 二宮崇   | 2017年3月4日（#75）・北千住駅  |
| 第5話  | 9月11日 | 前田夢有                | 高尾苑子 政池洋佑 | 二宮崇   | 2018年4月4日（#112）・立川駅   |
| 第6話  | 9月18日 | 上野健                  | 政池洋佑          | 菊池俊次 | 2016年2月17日（#31）・荒川沖駅 |